# Lithurgus apicalis
Lithurgus apicalis là một loài Hymenoptera trong họ Megachilidae. Loài này được Cresson mô tả khoa học năm 1875.

## Hình ảnh

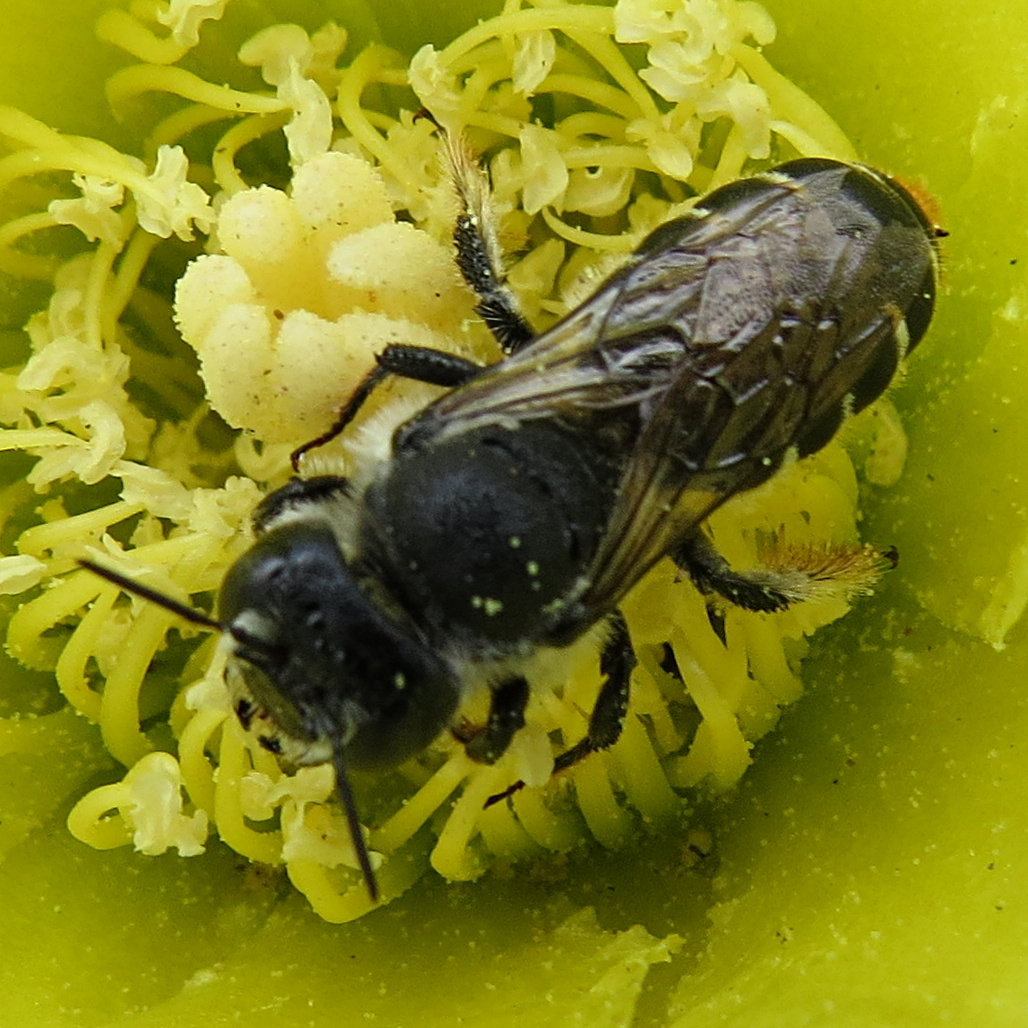